# Schismatoclada bracteata
Schismatoclada bracteata är en måreväxtart som beskrevs av Anne-Marie Homolle och Alberto Judice Leote Cavaco. Schismatoclada bracteata ingår i släktet Schismatoclada och familjen måreväxter. Inga underarter finns listade i Catalogue of Life.